# Katrina Werry
Katrina Werry (* 10. Oktober 1993 in Melbourne) ist eine australische Ruderin. 2017 und 2019 wurde sie Weltmeisterin im Vierer ohne Steuerfrau.

## Sportliche Karriere
Katrina Werry belegte 2014 bei den U23-Weltmeisterschaften mit dem Achter den vierten Platz. 2015 gewann sie zusammen mit Addy Dunkley-Smith die Bronzemedaille im Zweier ohne Steuerfrau bei den U23-Weltmeisterschaften. 
2017 siegte Werry beim Weltcup in Posen im Vierer ohne Steuerfrau, beim Weltcup-Finale in Luzern gewannen Lucy Stephan, Katrina Werry, Sarah Hawe und Molly Goodman im Vierer, Werry und Stephan belegten außerdem den fünften Platz im Zweier. Der dritte und wichtigste Regattasieg des Vierers in der Saison 2017 war der Titelgewinn bei den Weltmeisterschaften in Sarasota. 2018 gewann der australische Vierer die Weltcup-Regatten in Linz und Luzern, bei den Weltmeisterschaften in Plowdiw erkämpften die Australierinnen Silber hinter dem US-Vierer. 2019 rückte Olympia Aldersey für Goodman ins Boot. In der Besetzung Aldersey, Werry, Hawe und Stephan siegte die Crew beim Weltcup-Finale in Rotterdam und bei den Weltmeisterschaften in Linz. Bei den Olympischen Spielen in Tokio belegte sie mit dem australischen Achter den fünften Platz.
Bei den Weltmeisterschaften 2022 in Račice u Štětí gewann der australische Vierer ohne Steuerfrau mit Lucy Stephan, Katrina Werry, Bronwyn Cox und Annabelle McIntyre die Bronzemedaille hinter den Britinnen und den Niederländerinnen. Im Jahr darauf bei den Weltmeisterschaften in Belgrad belegten Giorgia Patten, Katrina Werry, Sarah Hawe und Lucy Stephan den fünften Platz im Vierer ohne Steuerfrau. 2024 wechselten alle vier Ruderinnen in den australischen Achter. Bei den Olympischen Spielen in Paris hatten die Australierinnen als Vierte etwas über eine Sekunde Rückstand auf den drittplatzierten britischen Achter.
Die etwa 1,71 m große Katrina Werry startet für den Mercantile Rowing Club in Melbourne.